# Арамус
Арамус (вірм. Արամուս) — село в марзі Котайк, у центрі Вірменії. 